# NGC 6691
NGC 6691 este o galaxie situată în constelația Dragonul. A fost descoperită în 16 august 1884 de către Lewis A. Swift.